# Ейґен Шауман
Ейґен Шауман (фін. Eugen Schauman; 10 травня 1875, Харків, Російська імперія — 16 червня 1904, Гельсінкі, Фінляндія) — фінський націоналіст, виконавець замаху на генерал-губернатора Фінляндії Миколу Бобрикова (1904).

## Біографія
Шауман народився у шведсько-фінській родині генерала Вальдемара Шаумана (Fredrik Waldemar Schauman), члена Сенату Великого Князівства Фінляндського. Переїхав з родиною до Гельсінкі, де також працював у Сенаті, а згодом — чиновником Головного управління освітніх закладів Фінляндії.
Різко виступав проти політики омосковщення фінської системи освіти та ідеолога цього напрямку — генерал-губернатора Бобрикова. Сам вирішив здійснити акт відплати — стратити російського намісника. 16 червня 1904, користуючись доступом до урядових приміщень, Шауман дочекався Бобрикова й тричі вистрелив. І тут же наклав на себе руки. У листі покійного, залишеному для слідства, цей вчинок пояснено протестом проти політики русифікації.
Ейґена Шаумана поховано на в'язничному цвинтарі, але згодом його останки перенесли до родинного склепу в м. Порвоо.

## Сприйняття
Для багатьох Шауман досі є символом боротьби проти російського імперіалізму. У 2004 році на місцевій адаптації шоу BBC Suuret suomalaiset (Великі фіни) він посів 34-те місце серед найвидатніших фінів усіх часів.
Досі у фінській науці та політикумі точиться дискусія про статус цієї людини: це патріот чи терорист? Ліберальне крило фінської влади спонукало відповісти на це питання й прем'єр-міністра Матті Ванганена, який відповів, що вважає Шаумана терористом.